# Karl Hahn (Politiker, 1901)

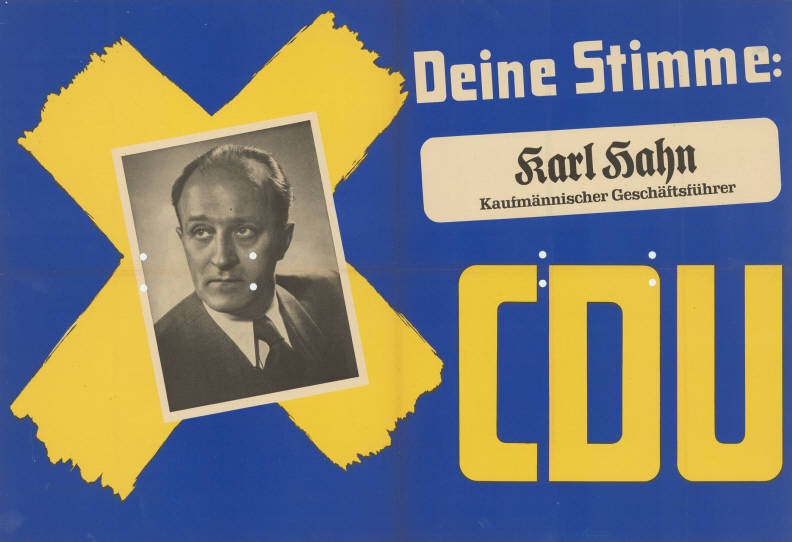
Wahlplakat (1950)

Karl Hahn (* 17. Mai 1901 in Allmendshofen; † 6. März 1982 in Allensbach) war ein deutscher Politiker der CDU.

## Leben und Beruf
Nach dem Besuch der Volksschule besuchte Hahn, der evangelischen Glaubens war, zunächst bis 1917 die Berufsschule. Anschließend absolvierte er eine kaufmännische Lehre und arbeitete als Angestellter. Von 1924 an war er im Deutschnationalen Handlungsgehilfen-Verband (DHV) tätig, zunächst als Leiter der Jugendarbeit, später bis zur Eingliederung der Berufsverbände in die Deutsche Arbeitsfront, DAF, durch die Nationalsozialisten als Gauvorsteher. Von 1934 bis 1939 war er Teilhaber eines Kaffee-Großhandelsgeschäftes mit Versandbetrieb. Danach war er bis 1945 kaufmännischer Leiter eines Unternehmens in Berlin. 1946 wurde er Geschäftsführer des Süsswarenherstellers August Storck in Werther. Ab 1950 war er als Betriebsberater in der Nahrungsmittelbranche tätig.
1950 beteiligte sich Hahn an der Gründung des Deutschen Handlungsgehilfenverbandes und wurde dessen Vorsitzender.

## Parteien
Hahn trat zum 1. Mai 1933 in die NSDAP ein (Mitgliedsnummer 2.596.960). Im Dritten Reich arbeitete er als Treuhänder der Arbeit für die NS-Regierung.
Hahn wurde 1945 Mitglied der CDU. Zunächst Bezirksvorsitzender für Ostwestfalen/Lippe stieg er später zum stellvertretenden Landesvorsitzenden in Westfalen auf.

## Abgeordneter
Hahn gehörte dem Deutschen Bundestag von 1953 bis 1969 an. Vom 27. Februar 1958 bis zum 21. Januar 1970 war er auch Mitglied des Europaparlaments.

## Ehrungen
Karl Hahn wurde 1968 mit dem Großen Bundesverdienstkreuz ausgezeichnet.

## Notizen
1. ↑  Bundesarchiv R 9361-IX KARTEI/13110535
2. ↑  Helmut Gewalt:  Angehörige des Bundestags / I. - X. Legislaturperiode ehemaliger NSDAP- & / oder Gliederungsmitgliedschaften (Memento vom 3. Januar 2016 im Internet Archive) (PDF-Datei, abgerufen am 19. November 2011; 61 kB).
3. ↑  vgl. Karl Hahn: Treuhänder der Arbeit für das Wirtschaftsgebiet Westfalen: Förderung der Betriebsgemeinschaft. Hibernia-Zeitung. Werkzeitung der Bergwerksgesellschaft Hibernia AG Herne 3, Nr. 4, 23. Februar 1935; wieder in Das Ruhrgebiet. Ein historisches Lesebuch. Hgg. Klaus Tenfelde, Thomas Urban. Klartext, Essen 2010, Bd. 2, Dok. 12/3, S. 662 – 664, hier S. 663 unten: ...mein Bestreben als Treuhänder der Arbeit...
4. ↑  Er wirbt für diese NS-Zwangsverwalter von Betrieben

| Personendaten    | Personendaten                        |
| ---------------- | ------------------------------------ |
| NAME             | Hahn, Karl                           |
| KURZBESCHREIBUNG | deutscher Politiker (CDU), MdB, MdEP |
| GEBURTSDATUM     | 17. Mai 1901                         |
| GEBURTSORT       | Allmendshofen                        |
| STERBEDATUM      | 6. März 1982                         |
| STERBEORT        | Allensbach                           |